# El judío eterno (exposición)

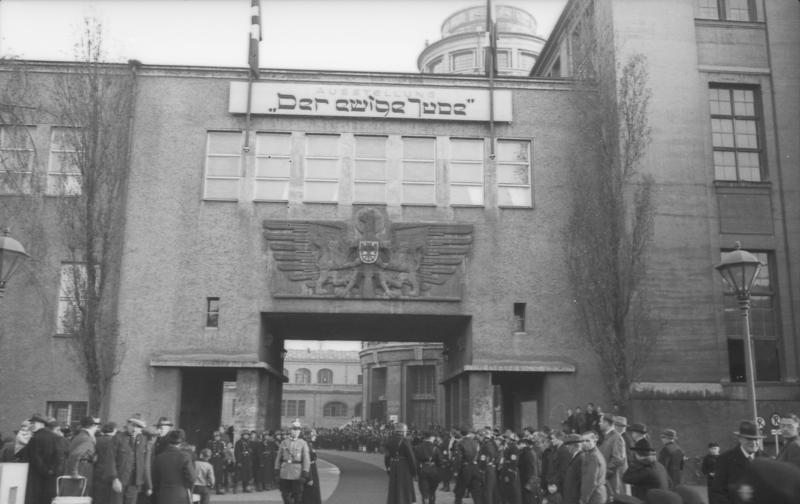
Carteles en la fachada del Museo Alemán, Múnich.

El judío eterno (Der ewige Jude) fue una exposición de arte degenerado que tuvo lugar en la Biblioteca del Museo Alemán en Múnich del 8 de noviembre de 1937 al 31 de enero de 1938. Tenía fotografías y caricaturas centradas en alegatos antisemitas sobre intentos judíos de bolchevizar la Alemania nazi. El póster de la exposición presentaba a un judío del este llevando un caftán y sosteniendo monedas de oro en una mano y un látigo en la otra. La exposición atrajo a 412 300 visitantes, más de 5 000 al día.
Una vez finalizada la exposición en Múnich, se exhibió en Viena del 2 de agosto al 23 de octubre de 1938 y posteriormente en Berlín del 12 de noviembre de 1938 al 31 de enero de 1939.

## Arte degenerado
Aunque esta fue una de las exposiciones de arte degenerado más famosas patrocinadas por los nazis, fue precedida de otras exposiciones en ciudades como Mannheim, Karlsruhe, Dresde, Múnich, Berlín y Viena. Las obras de arte exhibidas en estas exposiciones generalmente consistían en obras realizadas por artistas "vanguardistas", especialmente artistas alemanes expresionistas como Max Beckmann, Ernst Kirchner y Emil Nolde, que había sido reconocidos y valorados en la década de 1920. El objetivo de la exposición no era presentar estas obras como ejemplares y admirables, sino presentarlas como dignas de condena y burla.
Se registró la asistencia de más de dos millones de visitantes.